# 劳伊齐·伊姆赖
劳伊齐·伊姆赖（匈牙利語：Rajczy Imre，1911年11月8日—1978年3月31日），生于松博特海伊，匈牙利男子击剑运动员。他曾获得1936年夏季奥运会击剑比赛男子佩剑团体金牌。他于1978年在阿根廷布宜诺斯艾利斯去世。